# 페이턴 랜돌프
페이턴 랜돌프(Peyton Randolph, 1721년 9월 10일 ~ 1775년 10월 22일)는 미국 버지니아 식민지 출신의 농장주, 공무원이었다. 그는 버지니아 하원 의장, 버지니아 회의 의장, 그리고 대륙 회의 초대 의장을 역임했다.

## 어린 시절
랜돌프는 버지니아 윌리엄스버그의 타즈웰 홀의 유력한 가문에서 태어났다. 그의 부모인 존 랜돌프 경 은 윌리엄 랜돌프와 피터 비버리의 딸 수재너 비버리의 아들이었다. 아버지의 형제는 왕당파인 존 랜돌프(같은 이름)였다. 페이턴이 16살 때 그의 아버지는 세상을 떠났다.
랜돌프는 윌리엄 앤 메리 대학교에 입학을 하여, 이후 런던의 인스 오브 코트에 있는 미들 템플에서 법률을 공부하여 1743년 변호사가 되었다. 랜돌프는 윌리엄스버그로 돌아가 이듬해 버지니아 식민지의 검찰 총장에 임명되었다.

## 정치 경력
랜돌프는 1748년부터 버지니아 식민지 의회의 의원을 몇 임기를 맡았다. 법무 장관과 의회 의원을 모두 맡는 것은 1751년에 큰 갈등을 낳게 되었다.
새로운 주지사 로버트 딘위디가 땅의 특허 인증에 대한 수수료를 부과하려는 했지만 의회가 강하게 반발했다. 의회는 랜돌프를 선택하여 런던 당국에 호소하게 했다. 그러나 검찰 총장으로 랜돌프는 주지사의 정책을 지키는 입장이기도 했다. 랜돌프는 딘위디의 반대를 무릅 쓰고 런던으로 향했기 때문에 한때 검찰 총장 직을 박탈당했다. 랜돌프는 런던의 고관의 요청으로 귀국 후 복직했고, 그 고관은 주지사에게 수수료를 철회할 것을 권장했다.
1765년 랜돌프는 신인 의원 패트릭 헨리와 〈인지세법〉에 대한 대처법으로 대립하게 되었다. 의회는 랜돌프를 지명해 〈인지세법〉에 대한 반대 의견서를 기초하게 했지만, 랜돌프의 보수적인 방안은 헨리가 제출한 7개의 버지니아인지 법 결의안 중 5개를 통과시키자 헛수가 되었다. 이것은 의원이 거의 불참한 의회에서, 게다가 의장 부재로 랜돌프가 의사를 진행하고 있을 때 이루어졌다.
랜돌프는 1766년에 법무장관을 사임했다. 영국과 식민지의 마찰이 강해지면서 랜돌프는 독립 지향이 되어 갔다. 1769년, 〈타운젠드 법〉에 대한 의회의 반발에 대해 주지사는 의회를 해산하는 것으로 대응했다. 랜돌프는 그 때의 의장이었다. 다음 랜돌프는 윌리엄스버그의 술집에서 전 의원들을 모은 회의를 주재하고, 영국 정부에 의해 부과된 환영할 수 없는 과세 수단에 대한 대응을 논의했다.
랜돌프는 1차와 2차 대륙 회의의 의장으로 선임되었다. 이것은 버지니아 식민지 의회에서의 리더십을 높이 산 것이었다. 그러나 랜돌프는 살아서 미국의 독립을 볼 수는 없었다. 랜돌프는 1775년 10월 21일에 필라델피아에서 사망 크라이스트처치에 묻혀 나중에 윌리엄 앤드 메리 대학 예배당에 옮겨졌다.
노스 캐롤라이나 랜돌프 카운티는 랜돌프를 따서 1779년에 만들어졌다. 미국 해군은 랜돌프라는 이름의 함선이 2척이었다. 그 중 1척은 태평양 전쟁에서 취역한 항공모함 랜돌프이다.
랜돌프의 조카, 에드먼드 랜돌프는 초대 미국 법무부 장관이 되었다. 랜돌프 아내는 벤저민 해리슨 5세 자매이다. 랜돌프의 사촌 토머스 제퍼슨은 제3대 미국 대통령이 되었다. 두 번째 사촌 존 마샬은 제4대 미국 대법원 장관이 되었다. 조카 루시 그림즈는 버지니아 주지사 토마스 넬슨 주니어와 결혼했다. 그 사촌이 헨리 리(3세)이며, 그 아이가 남부 동맹의 장군 로버트 E. 리이다.